# Kathy Wambé
Kathy Wambé, née le 7 novembre 1981 à Tournai, est une joueuse de basket-ball belge, évoluant au poste de meneuse.

## Biographie
Après avoir évolué dans le championnat de Belgique, où elle remporte trois titres de championnes et deux coupes, elle rejoint la Ligue Féminine de Basketball, évoluant pour le club de Villeneuve-d'Ascq qui lui offre les avantages d'évoluer dans l'un des championnats les plus relevés d'Europe, d'être à proximité de sa ville natale et d'avoir l'ambition de rejoindre l'Euroligue.
En 2002, elle est draftée au second tour (22e choix) par le Shock de Détroit.
En 2007, son sélectionneur national Laurent Buffard, qui vient de signer avec le club russe d' Iekaterinbourg essaye de l'emmener avec lui rejoindre la ligue russe. Finalement, malgré un contrat alléchant, elle continue avec le club nordiste et participe à l'Euroligue. Après une qualification pour les 8e de finales acquise lors du dernier match sur un dernier panier de Wambé, elle retrouve Laurent Buffard sur son chemin, le club russe étant son l'adversaire.
Elle quitte Villeneuve en 2008 pour rejoindre Saint-Amand pour la saison LFB 2008-2009, puis joue deux saisons en Italie, à Tarente, avant de revenir à l'été 2011 à l'ESBVA.
Après deux saisons dans un club d'Euroligue, un titre de championne d'Italie et un titre de vice-championne, elle revient à l'ESBVA malgré des propositions lucratives (Galatasaray, Iekaterinbourg) pour pouvoir se consacrer aussi un peu plus à sa vie personnelle : « Dans un an, j'aurai 30 ans et ma vie hors basket n'avance pas beaucoup... Revenir à Villeneuve-d'Ascq était donc la solution... Les gens qui me connaissent un peu savent que gagner beaucoup d'argent ne fait pas tout. Tarente l'a d'ailleurs bien compris puisque ce super club m'a permis, sans contrepartie financière, de mettre fin à notre collaboration un an avant la fin de mon contrat. Je suis de retour à Villeneuve-d'Ascq pour trouver des réponses à mes questions ! Et notamment savoir ce que l'après basket me réserve et voir si le très haut niveau va me manquer... (...) Mais c'est vrai, je profite du fait que le club ne jouera pas la Coupe d'Europe cette saison pour mettre en place une vie parallèle. Avec un match par semaine, je vais pouvoir avancer dans ma vie de femme et retourner à la fac dans l'optique de devenir, un jour peut-être, manager de club. » Après une année ratée pour les Nordistes, « Beaucoup trop de gens ont enterré Villeneuve-d'Ascq et le challenge est intéressant à relever. Maintenant, je ne suis pas Michael Jordan : je ne viens pas en sauveur ! Mais je refuse que cette équipe, qui à mon avis aura un cinq de base très fort, termine à la dixième place du futur championnat. » En juin 2012, elle signe pour le club italien de Famila Schio.
En 2013-2014, elle retrouve Namur, mais une fracture de fatigue en février met prématurément un terme à sa saison. Puis elle se blesse de nouveau gravement avec Namur en septembre 2014 avec une rupture totale du tendon d'Achille.
Déçue de la finale perdue avec Namur, elle rejoint pour 2015-2016 le Spirou Monceau « Le discours de Spirou Monceau m’a plu. Avec des gens positifs, qui veulent construire quelque chose. Je veux essayer d’apporter tout ce que je peux apporter. Et pour moi, c’est continuer à jouer au basket sur un mode positif. Parce que j’ai ça dans le sang. C’est ma vie », mais à la fin de l'été, elle annonce sa retraite sportive : « j’ai décidé de ranger mes baskets au placard pour me consacrer à ma vie professionnelle mais surtout à ma vie de famille ».

## Clubs
- 1997-1999 :  Soubry Courtrai
- 1999-2002 :  Dexia Namur
- 2002-2008 :  Villeneuve-d'Ascq
- 2008-2009 :  Union Hainaut Basket
- 2009-2011 :  Taranto Cras Basket
- 2011-2012 :  Villeneuve-d'Ascq
- 2012-2013 :  Famila Schio
- 2013-2015 :  Namur

### Ligues d'été
- Shock de Détroit (WNBA)

## Palmarès

### Club
compétitions nationales 
- Championne de Belgique 2000, 2001 et 2002
- Vainqueur de la Coupe de Belgique 2001 et 2002
- Championne d'Italie 2010
- Finaliste de la Coupe de Belgique en 1999 et 2000
- Finaliste de la Coupe de France en 2003
- Finaliste de la Coupe de France en 2008

### Sélection nationale
Championnats d'Europe
- 7e des Championnats d'Europe 2007,  Italie
- 6e des Championnats d'Europe 2003 ,  Grèce

## Distinction personnelle
- MVP du championnat de Belgique en 2001 et 2002.